# 花田優一
花田 優一（はなだ ゆういち、1995年9月27日 - ）は、日本のタレント、ラジオDJ。

## 略歴・人物
東京都出身。青山学院幼稚園、青山学院初等部、青山学院中等部・高等部卒業。高校卒業後にイタリア・フィレンツェの専門学校アカデミアリアチで一年間靴コースを受講して帰国、都内に自身の工房を設け、完全受注で制作をしていると謳っていた。指導していた靴職人アンジェロ・インペラトリーチェとの師弟関係を公言しているが、本人に「弟子とは言えない。（専門学校の）教師と生徒の関係だよ」と否定されている。
2016年から貴乃花の息子としてバラエティ番組などに出演をはじめ、2017年8月から芸能マネジメント事務所Megu Entertainmentとマネジメント契約を結んだ。この事務所も貴乃花の後援者の関係であるという。同年10月よりTBSラジオにて自身初となるレギュラー番組『花田優一 First Step』を開始したが、2018年11月に所属事務所との専属マネジメント契約を同年9月に解除されていたことが報道された。「靴職人としてのテレビ出演」と約束していたにもかかわらず本業の靴作りをおろそかにしたこと、注文を受けた靴の納期遅れの問題で関係者にも迷惑をかけ続けたことから、貴乃花が息子を解雇するよう事務所へ申し出たとされている。なお、退社後もメディア出演は継続している。同年6月には、19代陣幕（元幕内・富士乃真）の娘と結婚、『花田優一 First Step』2017年10月30日の放送で公表した。優一が講師を務めた製靴のセミナーで親方の娘とは知らずに出会っており、「その時に彼女を嫁かなと思ったんです」とテレビで語っていた。しかし、貴乃花が相撲協会執行部と激しく対立していたこと、19代陣幕が所属する八角部屋（高砂一門）と音信不通の状態であったこと、相撲協会の理事選が2018年に控えていた時期であったことなどから、結婚は「政略結婚」であると憶測された。同年12月の貴乃花一門の忘年会に優一夫婦は出席しており、同月末の年寄総会では19代陣幕が貴乃花の不利になる人事案に対して「反対だ！」と声を張り上げた。翌年1月の貴乃花一門の一門会には19代陣幕と優一が出席しており、「穏やかではない」と報じられている。
また、結婚当初から妻は優一に別の女性がいるのではないかという疑いを持っていた。優一は「仕事が忙しいから、実家に泊まる」とほとんど妻のいる自宅に帰宅せず、テレビ番組で「花田優一の家」として紹介された家は妻が全く知らない家であった。このことに妻はショックを受け、我慢の限界になってしまったという。2018年早々に別居が始まり、同年12月に離婚している。
2018年10月以降、自身のYouTubeチャンネルを開設しYouTuberとしての活動を開始するも、2019年12月17日の時点でチャンネル登録者数はわずか166人、再生回数も毎回500回前後と成果を出せず苦戦を強いられた。2020年7月17日、動画内で「僕はYouTubeという媒体に向いていないんじゃないか」と動画更新を辞めることを発表。現在、動画はすべて非公開となっている。
2019年2月末、2018年9月末に都内で開催された自身の誕生日パーティーで、参加者の男性プロデューサーが酒に酔って同じ参加者の女性モデルに暴行を加えた事件で、自身が「先に手を出したのは女性の方」と警視庁に偽証したと報道された。2020年9月27日、GREEN-PEACE Recordsより配信楽曲「純青」で歌手デビュー。歌唱の他、作詞とジャケットデザインも担当し、作曲も共同制作者として花田の名前がクレジットされている。
2021年1月22日、貴乃花はテレビCMのオンライン会見の席上で、優一について「完全に勘当していますので」と話した。同年10月24日、ジャッキー・ウー監督の短編映画『残照のかなたに』製作発表会見で、同作で俳優デビューすることが発表された。プロデューサーの新田博邦から誘われたもので、当初は「かもにされたかと」と慎重な姿勢だったが、最終的には俳優業にも興味があったことからオファーを受け入れた。翌2022年3月10日の同作の完成上映会に登壇した際、俳優初挑戦について「良くも悪くもいっぱい勉強させていただき楽しかったです」と語り、今後の俳優業については「やりたい仕事なんだなと思いました」「評価をいただいて、お仕事をいただけるのであれば」と意欲を見せている。監督のウーは「素人ではない。しっかりとしたセンスのある人ですね」と花田を絶賛した上で「なんで靴職人しているのか。やらない方がいい」とアドバイスしている。
2022年6月21日、自身のブログで靴製作の新規受注を2022年いっぱいで一度休止すると発表。あくまで休止であり、靴職人を辞めることには否定しつつも、様々なチャレンジをする期間に充て、来年以降の肩書きは未定であるとも述べている。
2024年8月、福岡のラジオ局「LOVEFM」で冠番組『花田優一の毎日オーダーメイド』がスタート。初回の放送で、かつてベルギー人の女性と交際していた事が明かされたほか、『花田優一の毎日オーダーメイド』にて、福岡の夏の風物詩の音楽フェス「サンセットライブ」でDJデビューする事が発表された。

## 親族
父は第65代横綱の貴乃花光司、母はフリーアナウンサーの河野景子、祖父は大関の貴ノ花利彰、伯父は第66代横綱の花田虎上、大伯父は初代若乃花、祖母は藤田紀子である。他に家族は妹が2人おり、下の妹の白河れい（本名：花田晃帆）は2023年1月に芸能界デビューした。

## 作品

### 書籍
- 『夢でなく、使命で生きる。: 根拠なき自信で壁を乗り越える68の言葉』（ポプラ社、2017年）
- 『生粋』（主婦と生活社、2017年）

### 音楽

#### シングル
- 純青（じゅんせい）（2020年9月27日、GREEN-PEACE Records）[30]

#### アルバム
- みなさん どうぞ（2021年1月8日、GREEN-PEACE Records）
  - ぬるい幻
  - タワー
  - 水色
  - DEMO 9
  - 純青
  - 今日は目を見て話せない
  - 遠くの君

## 出演

### 映画
- 残照のかなたに（2022年）- 医師 役[31]

### バラエティ番組
- テレビ朝日『伯山カレンの反省だ!!』不定期出演
- 日本テレビ『明石家さんまの転職DE天職』 2016年10月10日、2017年4月30日
- TBSテレビ『櫻井・有吉THE夜会』2016年12月8日
- 日本テレビ『嵐にしやがれ』 2017年1月28日
- 日本テレビ『アナザースカイ』2017年3月31日、2018年8月24日
- 日本テレビ『チカラウタ』 2017年4月26日、2017年4月30日
- 日本テレビ『メレンゲの気持ち』 2017年6月3日
- TBSテレビ『中居正広の金曜日のスマイルたちへ』 2017年6月9日
- TBSテレビ『音楽の日2017』 2017年7月15日
- 日本テレビ『しゃべくり007』 2017年7月31日
- 日本テレビ『24時間テレビ 愛は地球を救う』 2017年8月27日
- フジテレビ『内村と坂上の21世紀職人!!【話題!靴職人・花田優一に完全密着】』 2017年9月13日
- テレビ朝日『徹子の部屋』2017年10月16日
- TBSテレビ『王様のブランチ』 2017年11月18日
- 日本テレビ『おしゃれイズム』2018年2月25日
- BS日テレ『大人のたしなみズム～高級革靴～』2018年4月14日
- 日本テレビ『最後の一日 最後の言葉』2018年4月27日
- フジテレビ『世界の21世紀職人!!』2018年6月22日
- テレビ朝日『ミュージックステーション』2018年8月24日
- フジテレビ『Live News it!』2020年9月25日
- フジテレビ『めざましどようび』2020年9月26日
- 読売テレビ『情報ライブミヤネ屋』2020年9月28日
- 日本テレビ『潰しあいクイズ!悪意の矢』2020年9月28日
- TBSテレビ『グッとラック!』2020年10月8日
- TBSテレビ『サンデージャポン』2020年11月1日
- 日本テレビ『有吉の壁』2020年12月9日

### ラジオ
- FM宮崎 特別番組『濱田と花田~若き挑戦者』 2017年5月29日
- TBSラジオ『花田優一 First Step』初のレギュラー番組 2017年10月2日 - 2018年9月30日 毎週月曜19:15 - 19:30
- TOKYO FM『SEIKO ASTRON presents World Christmas Cruise』2017年10月7日・14日・21日・28日
- J-WAVE 『UR LIFESTYLE COLLEGE』 2017年11月19日
- J-WAVE 『ANA WORLD AIR CURRENT』 2017年12月30日
- ニッポン放送『高田文夫のラジオビバリー昼ズ』2018年8月24日
- LOVE FM『Music×serendipity』2020年9月23日
- TBSラジオ『爆笑問題の日曜サンデー』2020年9月27日
- J-WAVE『RADIO DONUTS』2020年10月3日
- J-WAVE『All good Friday』2020年10月9日
- RKK熊本放送『サウンドステディ』2020年10月12日
- RKK熊本放送『ラジてん』2020年10月21日
- LOVE FM『花田優一の毎日オーダーメイド』2024年8月1日- 放送中 毎週木曜20:30 - 21:00[32][33]

## 受賞歴
- 2018年 - 第15回ベストデビュタント賞 ファッション部門[34]